# Турии
Турии (Thurioi; гръцки: Θούριοι; също Thurium или Thurii) e древен град в Магна Греция на Тарентския залив наблизо до по-стария Сибарис.
Остатъци от Турии се намират до Cassano allo Ionio в провинция Козенца в Калабрия, Италия.
Основан е през 452 пр.н.е. от сибарисийски бегълци от разрушения им град, които след пет години са изгонени от Кротонейците.
През 443 пр.н.е. Перикъл изпраща група от колонисти от различни части на Гърция, които основават градът отново. Групата се води от Лампон и Ксенокрит. В групата на колонистите са също Херодот и ораторът Лизий. Градът първо се казва също Сибарис, но след известно време е преименуван на Thurioi.
Турии има демократична конституция. След тежка загуба при Laos против Лукания през 390 пр.н.е. градът моли Рим за помощ. През 282 пр.н.е. моли за помощ и против Тарентум и получава римски гарнизон.
През 194 пр.н.е. градът става римска колония и е новооснован с името Copia, скоро след това преименуван на Турии.
През 72 пр.н.е. градът е превзет от Спартак.
През гражданската война Юлий Цезар настанява в него галски и испански конници. През 40 пр.н.е. безуспешно е обкръжен от Секст Помпей. След това губи на значение.